# Надструктура
Надструктура (рос. сверхструктура, англ. super lattice structure; нім. Überstruktur f, Superstruktur f) — в мінералогії — структура мінералів, яка виникає внаслідок упорядкування, коли структурні одиниці намагаються розміститися найбільш рівномірно по об'єму, займаючи найдальші положення одна від одної. Тобто в надструктурі різні види структурних одиниць розподіляються по місцях маточної невпорядкованої структури в певному закономірному чергуванні. Перехід до надструктури часто призводить до зниження симетрії.